# Mezinárodní letiště San Francisco
Mezinárodní letiště San Francisco (IATA: SFO, ICAO: KSFO, FAA LID: SFO), anglicky San Francisco International Airport, je největší letiště v San Franciscu v Bay Area. V roce 2010 letiště odbavilo 39 miliónů cestujících.

## Letecké společnosti a destinace
(Aktualizováno 18. května 2024.)
| Letecká společnost      | Destinace               | Destinace |
| ----------------------- | ----------------------- | --- |
| Aegean Airlines         | Řecko                   | Athény |
| Aeroméxico              | Mexiko                  | Ciudad de México · Guadalajara |
| Air Canada              | Kanada                  | Edmonton · Montréal · Toronto · Vancouver |
| Air China               | Čína                    | Peking |
| Air France              | Francie                 | Paříž-Charlese de Gaulla |
| Air India               | Indie                   | Bengalúr · Bombaj · Nové Dillí |
| Air New Zealand         | Nový Zéland             | Auckland |
| Air Premia              | Jižní Korea             | Soul |
| Air Transat             | Kanada                  | Montréal |
| Alaska Airlines         | Mexiko                  | Cancún · Puerto Vallarta · San José del Cabo \| sezónně: Ixtapa/Zihuatanejo · Loreto · Mazatlán |
| Alaska Airlines         | USA                     | Austin · Boise · Boston · Burbank · Chicago-O'Hare · Everett · Honolulu · Kahului · Las Vegas · Los Angeles · New York-JFK · New York-Newark · Orlando · Palm Springs · Phoenix · Portland · Redmond · Salt Lake City · San Diego · Santa Ana · Seattle · Spokane · Washington-Dulles · Washington–National \| sezónně: Anchorage · Bozeman · Fort Lauderdale · Jackson · Tampa |
| All Nippon Airways      | Japonsko                | Tokio-Haneda · Tokio-Narita |
| American Airlines       | USA                     | Dallas/Fort Worth · Filadelfie · Charlotte · Chicago-O'Hare · Los Angeles · Miami · New York-JFK · Phoenix |
| Asiana Airlines         | Jižní Korea             | Soul |
| Avianca El Salvador     | Salvador                | San Salvador |
| Breeze Airways          | USA                     | Cincinnati · Louisville · Provo · Richmond · San Bernardino \| sezónně: Grand Junction |
| British Airways         | Spojené království      | Londýn-Heathrow |
| Cathay Pacific          | Hongkong                | Hongkong |
| China Airlines          | Tchaj-wan               | Tchaj-pej |
| Condor                  | Německo                 | Frankfurt |
| Copa Airlines           | Panama                  | Panamá |
| Delta                   | USA                     | Atlanta · Boston · Detroit · Los Angeles · Minneapolis · New York-JFK · Salt Lake City · Seattle |
| Emirates                | Spojené arabské emiráty | Dubaj |
| EVA Air                 | Tchaj-wan               | Tchaj-pej |
| Fiji Airways            | Fidži                   | Nadi |
| Flair Airlines          | Kanada                  | Vancouver |
| French Bee              | Francie                 | Paříž-Orly |
| French Bee              | Francouzská Polynésie   | Papeete |
| Frontier Airlines       | USA                     | Atlanta · Dallas/Fort Worth · Denver · Los Angeles · Las Vegas · Ontario · Phoenix · Portland · Salt Lake City · San Diego · Santa Ana (od 11. července 2024) \| sezónně: Chicago-Midway |
| Hawaiian Airlines       | USA                     | Honolulu · Kahului |
| China Eastern Airlines  | Čína                    | Šanghaj |
| China Southern Airlines | Čína                    | Kanton · Wu-chan |
| Iberia                  | Španělsko               | Sezónně: Barcelona · Madrid |
| ITA Airways             | Itálie                  | Řím-Fiumicino |
| Japan Airlines          | Japonsko                | Tokio-Haneda · Tokio-Narita |
| JetBlue                 | USA                     | Boston · Fort Lauderdale · Los Angeles (do 13. června 2024) · New York-JFK |
| KLM                     | Nizozemsko              | Amsterdam |
| Korean Air              | Jižní Korea             | Soul |
| Lufthansa               | Německo                 | Frankfurt · Mnichov |
| Philippine Airlines     | Filipíny                | Manila |
| Porter Airlines         | Kanada                  | Toronto \| sezónně: Montréal (od 29. června 2024) |
| Qantas                  | Austrálie               | Sydney |
| Qatar Airways           | Katar                   | Dauhá |
| Scandinavian Airlines   | Dánsko                  | Kodaň |
| Singapore Airlines      | Singapur                | Singapur |
| Southwest Airlines      | USA                     | Denver · Chicago-Midway · Las Vegas · Phoenix · San Diego \| sezónně: Dallas-Love (od 8. června 2024) |
| Starlux Airlines        | Tchaj-wan               | Tchaj-pej |
| Sun Country Airlines    | USA                     | Minneapolis/St. Paul |
| Swiss                   | Švýcarsko               | Curych |
| TAP Portugal            | Portugalsko             | Lisabon |
| Turkish Airlines        | Turecko                 | Istanbul |
| United Airlines         | Austrálie               | Brisbane · Melbourne · Sydney |
| United Airlines         | Čína                    | Čcheng-tu (od 27. října 2024) · Peking · Šanghaj |
| United Airlines         | Filipíny                | Manila |
| United Airlines         | Francie                 | Paříž-Charlese de Gaulla |
| United Airlines         | Francouzská Polynésie   | Papeete |
| United Airlines         | Hongkong                | Hongkong |
| United Airlines         | Indie                   | Sezónně: Nové Dillí |
| United Airlines         | Itálie                  | Sezónně: Řím-Fiumicino |
| United Airlines         | Izrael                  | Tel Aviv |
| United Airlines         | Japonsko                | Ósaka · Tokio-Haneda · Tokio-Narita |
| United Airlines         | Jižní Korea             | Soul |
| United Airlines         | Kanada                  | Calgary · Toronto · Vancouver \| sezónně: Montréal (od 1. července 2024) |
| United Airlines         | Kostarika               | Guanacaste |
| United Airlines         | Mexiko                  | Cancún · Ciudad de México · Puerto Vallarta · San José del Cabo |
| United Airlines         | Německo                 | Frankfurt · Mnichov |
| United Airlines         | Nizozemsko              | Sezónně: Amsterdam |
| United Airlines         | Nový Zéland             | Auckland \| sezónně: Christchurch |
| United Airlines         | Singapur                | Singapur |
| United Airlines         | Španělsko               | Sezónně: Barcelona (od 23. května 2024) |
| United Airlines         | Švýcarsko               | Sezónně: Curych |
| United Airlines         | Tchaj-wan               | Tchaj-pej |
| United Airlines         | USA                     | Albuquerque · Arcata · Atlanta · Austin · Bakersfield · Baltimore, · Boise · Boston · Bozeman · Burbank · Cleveland · Columbus-Glenn · Dallas/Fort Worth · Denver · Eugene · Filadelfie · Fort Lauderdale · Fresno · Honolulu · Houston · Chicago-O'Hare · Indianapolis · Kahului · Kailua-Kona · Kansas City · Las Vegas · Lihue · Los Angeles · Miami · Minneapolis/St. Paul · Missoula · Nashville · New Orleans · New York-Newark · North Bend · Ontario · Orlando · Phoenix · Pittsburgh · Portland · Raleigh/Durham · Redding · Redmond · Reno · Sacramento · Salt Lake City · San Antonio · San Diego · Santa Ana · Seattle · Spokane · Sun Valley · Tampa · Tri-Cities · Tucson · Washington-Dulles · Washington–National \| sezónně: Anchorage · Aspen · Eagle County · Eastern Sierra · Fort Myers · Hayden · Jackson · Kalispell · Medford · Monterey · Montrose · Omaha · Palm Springs |
| United Airlines         | Spojené království      | Londýn-Heathrow |
| Vietnam Airlines        | Vietnam                 | Ho Či Minovo Město |
| Virgin Atlantic         | Spojené království      | Londýn-Heathrow |
| WestJet                 | Kanada                  | Calgary · Vancouver \| sezónně: Edmonton |
| Zipair Tokyo            | Japonsko                | Tokio-Narita |